# Klosteramt Wennigsen

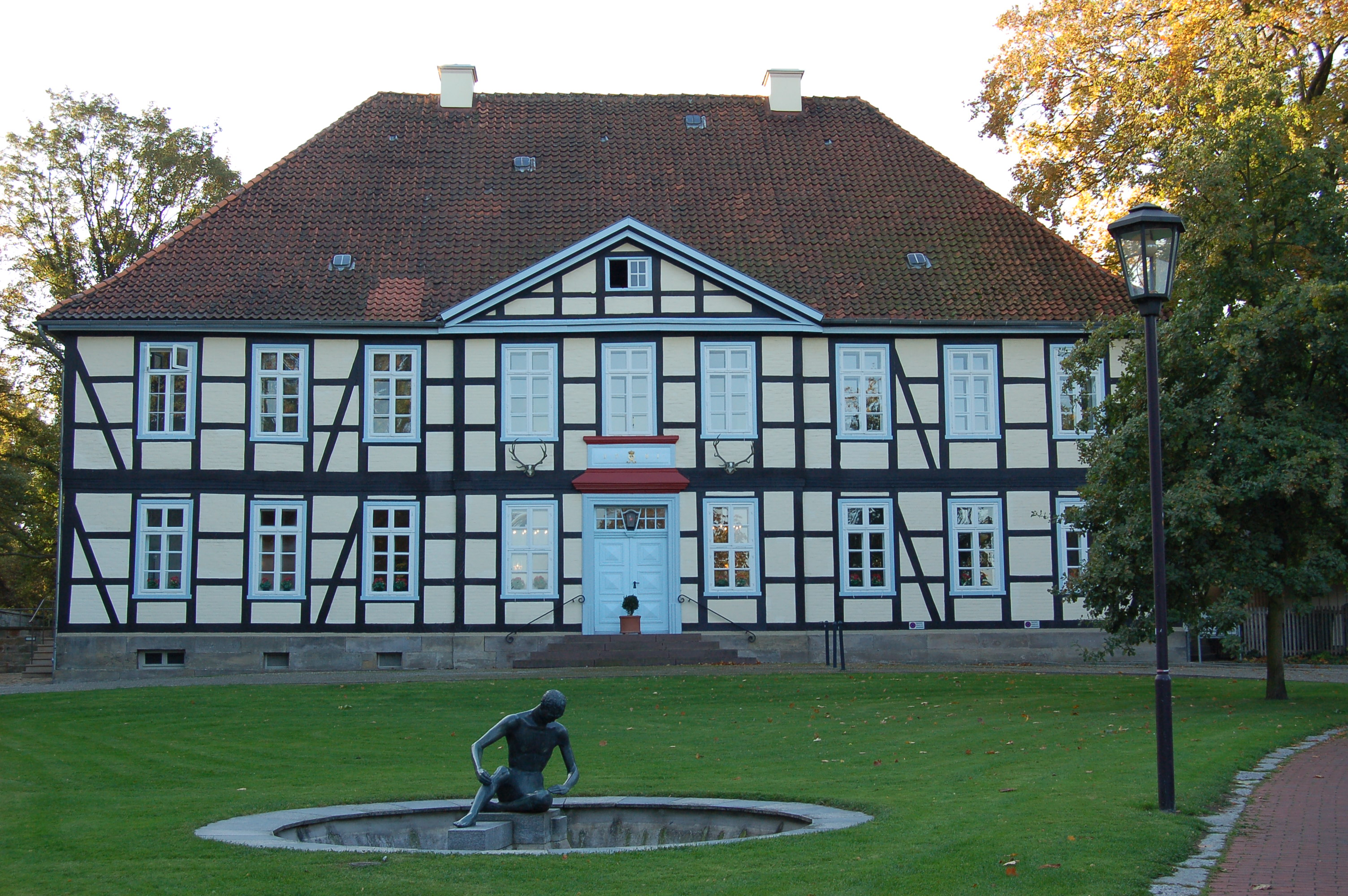
Ehemaliges Klosteramt, heute Johanniterhaus Wennigsen

Das Klosteramt Wennigsen war eine Verwaltungseinheit im Calenberger Land. Es war der Vorläufer des Amtes Wennigsen und bestand von 1648 bis 1816. Das Amt war Teil des Amtes Calenberg, besaß jedoch gewisse Selbstverwaltungsrechte. Sitz war das Klosteramthaus Wennigsen. In den letzten Jahren seiner Tätigkeit stand das Amt unter französischer Verwaltung, bevor es in ein neu gegründetes Amt Wennigsen überführt wurde.

## Amtmänner
| Amtmann                   | Amtsbeginn | Amtsende |
| ------------------------- | ---------- | -------- |
| Erich Heinrich Hagemann   | Gründung   | 1652     |
| Johann Evers              | 1652       | 1656     |
| Burchard Engelbrecht      | 1656       | 1665     |
| Daniel Deichmann          | 1665       | 1682     |
| Johann Witte              | 1682       | 1705     |
| Ludolf Richelm            | 1705       | 1713     |
| Caspar von Schütz         | 1713       | 1729     |
| Justus-Wilhelm von Kipe   | 1730       | 1732     |
| Georg Ernst August Brauns | 1732       | 1746     |
| Georg Moritz Denecke      | 1746       | 1778     |
| Eberhard-Christian Baring | 1778       | 1795     |
| Franz Jakob Wehner        | 1795       | 1816     |